# Coleopterologia

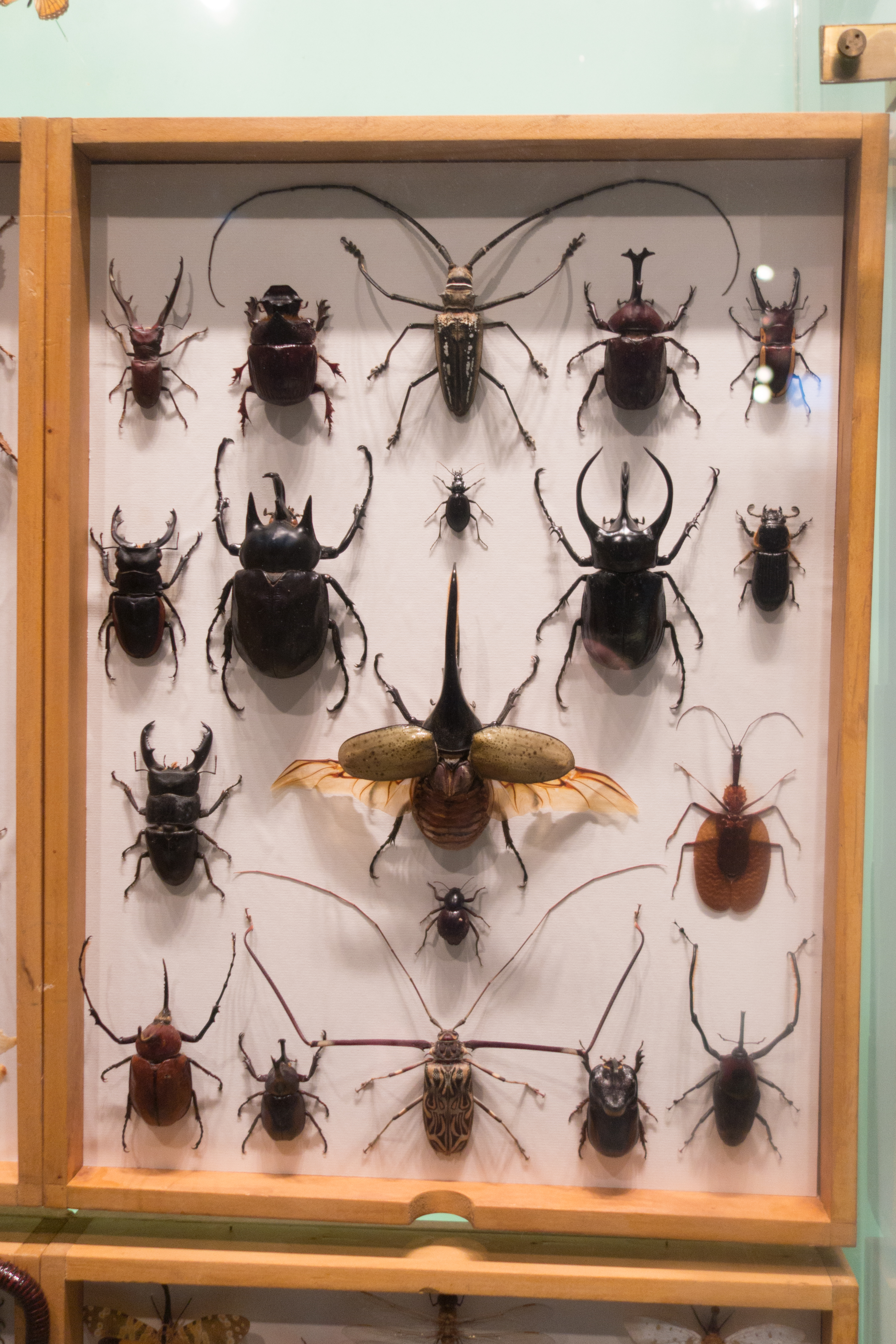
Coleção coleopterológica do AMNH.

A Coleopterologia é um ramo da entomologia que estuda a estrutura, fisiologia, comportamento, evolução e classificação dos coleópteros.

## Etimologia
O termo coleopterologia é de origem grega, formado pela união das palavras: κολεός (koleos "estojo"), πτερόν (pteron "asas"), λόγος (logos "palavra, tratado, estudo"), e -ία (-ía "ação, qualidade").

## História
Aristóteles, cunhou o termo κολεόπτερος (coleópteros), há mais de dois mil anos, para descrever os insetos que possuem suas asas posteriores protegidas por um "estojo". Inclusive, foi o primeiro a descrever Trichodes apiarius. Como todas as ciências da vida, a Coleopterologia permaneceu estagnada até a época de Linnaeus, que propôs a nomenclatura binomial. Mas é Jan Swammerdam quem propôs os princípios da organização à entomologia e uma definição científica aos coleópteros. Em 1844, LeConte publicou seus primeiros artigos dedicados aos coleópteros. Mais tarde, ele se tornaria um especialista de renome mundial no assunto e é considerado o primeiro coleopterologista da história.

## Periódicos
As pesquisas nesta área são frequentemente publicadas em periódicos específicos para a área da coleopterologia, embora os periódicos que lidam com entomologia geral também publicam muitos artigos sobre vários aspectos da biologia dos coleópteros. Alguns dos principais periódicos coleopterológicos são:
- Elytron
- The Coleopterist
- The Coleopterists Bulletin